# Llista d'abats de Santa Maria d'Amer
La llista d'abats de Santa Maria d'Amer comença amb Deodat el 820 i s'acaba amb Jaume de Llançà, el darrer abat. Des de 1592 també exercien com a abats de Santa Maria de Roses.

## Abats
- Deodat 820-840
- Guilarà 843-844
- Teodosi 860-861
- Superfulc 872
- Hautvir 890
- Supersuleo 890-899
- Guinard 922
- Sunyer 1017-1041
- Pere 1041-1051
- Arnau de Malla 1051-1102
- Ramon de Cogolls 1104
- Esteve 1107
- Pere 1126
- Ramon 1152
- Pere 1155
- Ramon 1159-1198
- Pere Hug 1200-1211
- Arnau 1212-1219
- Bernat 1221-1224
- Bernat Desvilar 1224-1230
- Berenguer 1231-1238
- Berenguer 1238-1241
- Ramon Perafort 1242-1247
- Arnau de Riu 1249-1253
- Pere 1255-1271
- Berenguer de Cogolls 1272-1307
- Francesc Ferrer de Mont-rodon 1310-1343. Germà del bisbe de Girona, Arnau de Mont-rodon.
- Ramon de Rocasalva 1343
- Guiu de Causaco 1343-1348
- Bozzo 1348-1357
- Benat 1358-1362
- Ramon 1363-1367
- Bernat d'Olm 1367-1373
- Benat de Vilafresser 1374-1403
- Dalmau de Cartellà i Despou 1403-1409
- Pere de Casas 1409
- Arnau 1410-1411
- Bernat de Pontons 1411-1412
- Esteve d'Agramunt 1414-1416
- Pere Corona 1417
- Berenguer d'Espasens 1417
- Ramon Sagra 1418-1440
- Bernat Ferrer 1441-1445
- Bernat Cavalleria 1445-1448
- Joan de Margarit 1448-1476. Parent del bisbe de Girona, Joan Margarit i Pau.
- Galceran de Cartellà 1476-1480
- Llorenç Marull 1483-1498
- Salvador Marull 1498-1519
- Nicolau de Fileschi 1519-1523
- Joan d'Urrea 1526-1534
- Francesc Giginta 1536-1578
- Joan Boscà 1596-1603
- Pere Puigmarí i Funes 1605-1612
- Francesc de Copons 1616-1620
- Miquel d'Alentorn i de Salbà 1621-1639
- Francesc Vahils 1639
- Samatier 1642
- Andreu Pont d'Osseja 1634-1653
- Josep Sastre i Prats 1660-1668
- Jeroni Climent 1668-1674
- Joan Antoni Climent 1675-1701
- Llorenç Comas i Costa 1704-1716
- Francesc Guanter i Pi 1716-1733
- Francisco de Miranda Testa y de Cetina 1735-1740
- Gaspar de Queralt i Reart 1741-1772
- Eustaquio de Azara y Perera 1772-1784
- Josep Cruïlles de Tort 1784-1788
- Pelegrí de Bertramon i Carreras 1789-1803
- Joaquim de Laplana i de Natota 1803-1809
- Jaume de Llançà i de Valls 1815-1835